# 부이티투타오
부이티투타오(베트남어: Bùi Thị Thu Thảo, 1992년 4월 29일~)는 베트남의 육상 선수로 주 종목은 멀리뛰기와 세단뛰기이다. 현재 베트남 여자 멀리뛰기 기록 보유자이며 아시안 게임에서 금메달 1개, 은메달 1개를 획득했다.